# Fanula Papazoglu
Fanula Papazoglu (în sârbă Фанула Папазоглу, în greacă Φανούλα Παπάζογλου, Fanoula Papazoglou; n. 3 februarie 1917, Bitolia, Serbia – d. 26 ianuarie 2001, Belgrad, Iugoslavia) a fost un savant clasic iugoslav și sârb de origine aromână, epigraf și academician. Ea a fost expert în istoria antică a Balcanilor. A fondat Centrul pentru epigrafie antică și numismatică din Belgrad în 1970. 

## Biografia
Papazoglu s-a născut în Bitola , Regatul Serbiei (azi Macedonia de Nord), într-o familie greco-aromână. A terminat liceul (1936) la Bitola, înainte de a participa la Facultatea de Filosofie a Universității din Belgrad , unde studiază filologia clasică, istoria antică și arheologia. În timpul ocupației Axei din Serbia, a sprijinit partizanii iugoslavi ca membru al organizației studențești, a petrecut un an în lagărul de concentrare din Banjica din 1942 până în 1943. 
A absolvit Facultatea de Filosofie în 1946 și a lucrat la Facultatea de Filosofie din cadrul Facultății de Istorie Antică din 1947. Teza ei de doctorat, intitulată Makedonski gradovi u rimsko doby („Orașele macedonene în perioada romană”), a fost susținută în 1955. A devenit profesor în 1965. 
La 21 martie 1974 a fost aleasă membru corespondent al Academiei Sârbe de Științe și Arte (SANU) și a devenit membru titular la 15 decembrie 1983. 
La Universitatea Belgrad, Papazoglu s-a întâlnit și s-a căsătorit cu proeminentul bizantolog iugoslav de origine rusă, Gheorghi Ostrogorski, cu care va avea o fiică - Tatyana și un fiu - Aleksandar. Papazoglou s-a retras în 1979. A murit la Belgrad în 2001. 

## Lucrări
- Makedonski gradovi u rimsko doby („Orașele macedonene în perioada romană”), 1955, teză de doctorat
- Prilozi istoriji Singidunuma i srednjeg Podunavlja Gornje Meje , 1957
- Makedonski gradovi u rimsko doba , 1957
- Srednjobalkanska plemena u predrimsko čas (Triburile din Balcanii Centrali în perioada preromană), 1969, 1978
- Rimski građanski ratovi , 1991
- Istorija helenizma (Istoria elenismului), 1995

## Premii
- Premiul Octombrie al orașului Belgrad
- Premiul 7 iulie (7 iulie)